# België op de Olympische Jeugdwinterspelen 2012
België was een van de landen die deelnamen aan de Olympische Jeugdwinterspelen 2012 in Innsbruck, Oostenrijk. België keerde met één medaille huiswaarts. Dries Van den Broucke behaalde zilver in de categorie slalom bij het alpineskiën.

## Medailleoverzicht
| Sport       | Olympiër              | Onderdeel  | Medaille |
| ----------- | --------------------- | ---------- | -------- |
| Alpineskiën | Dries Van den Broucke | slalom (m) | Zilver   |

## Deelnemers en resultaten
(m) = mannen, (v) = vrouwen 

### Alpineskiën
| Olympiër              | Onderdeel           | Resultaat | Prestatie                        |
| --------------------- | ------------------- | --------- | -------------------------------- |
| Dries Van Den Broecke | super g (m)         | -         | - (DNF)                          |
| Dries Van Den Broecke | supercombinatie (m) | -         | - (-) (DNF, -)                   |
| Dries Van Den Broecke | reuzenslalom (m)    | 23e       | 2.01,08 (+9,38) (1.05,32, 55.76) |
| Dries Van Den Broecke | slalom (m)          | Zilver    | 1.20,26 (+1,90) (39,80, 40,46)   |

### IJshockey
| Olympiër      | Onderdeel                 | Resultaat | Prestatie               |
| ------------- | ------------------------- | --------- | ----------------------- |
| Renée de Wolf | vaardigheidswedstrijd (v) | 10e       | kwalificatie: 14 punten |

### Kunstrijden
| Olympiër          | Onderdeel | Resultaat | Prestatie                              |
| ----------------- | --------- | --------- | -------------------------------------- |
| Timothée Manand   | solo (m)  | 16e       | 82.36 [kk: 25.06 (16), vk: 57.30 (15)] |
|                   |           |           |                                        |
| Lieselotte Swerts | solo (v)  | 16e       | 85.57 [kk: 30.73 (15), vk: 54.84 (16)] |

### Schaatsen
| Olympiër      | Onderdeel      | Resultaat | Prestatie                     |
| ------------- | -------------- | --------- | ----------------------------- |
| Anne Michiels | 500 m (v)      | 10e       | 90,95 (+9,27) [45,27 + 43,68] |
| Anne Michiels | 3000 m (v)     | 12e       | 5.15,04 (+ 37,71)             |
| Anne Michiels | massastart (v) | 14e       | 6.21,26 (+ 20,20)             |

### Snowboarden
| Olympiër         | Onderdeel      | Resultaat | Prestatie                                |
| ---------------- | -------------- | --------- | ---------------------------------------- |
| Sebbe De Buck    | halfpipe (m)   | 12e       | Finale: 12e (33.50) Serie: 2e (76.75) QF |
| Sebbe De Buck    | slopestyle (m) | 14e       | Finale: 14e (43.50) Serie: 2e (84.25) Q  |
| Stef Van Deursen | halfpipe (m)   | 21e       | Serie: 11e (47.50)                       |
| Stef Van Deursen | slopestyle (m) | 20e       | Serie: 11e (59.00)                       |